# Еріх Айхлер
Еріх Айхлер (нім. Erich Eichler; 19 серпня 1914 — 8 березня 2003, Еліксдорф) — німецький офіцер, гауптман вермахту. Кавалер Лицарського хреста Залізного хреста.

## Нагороди
- Хрест Воєнних заслуг 2-го класу з мечами (22 серпня 1940) — як кандидат в офіцери 5-ї роти 20-го артилерійського полку.
- Залізний хрест 2-го класу (28 липня 1941) — як лейтенант батареї 2-го дивізіону 20-го артилерійського полку.
- Медаль «За зимову кампанію на Сході 1941/42» (20 липня 1942)
- Залізний хрест 1-го класу (5 листопада 1942) — як обер-лейтенант і командир 2-го дивізіону 20-го артилерійського полку.
- Лицарський хрест Залізного хреста (21 вересня 1944) —як гауптман і командир 2-го дивізіону 20-го артилерійського полку 20-ї панцергренадерської дивізії.